# Carutapera
Carutapera là một đô thị thuộc bang Maranhão, Brasil. Đô thị này có diện tích 1255,555 km², dân số năm 2007 là 20233 người, mật độ 16,11 người/km².